# Edward Cavendish
Edward William Spencer Cavendish (ur. 6 maja 1895, zm. 26 listopada 1950) – brytyjski arystokrata i polityk, najstarszy syn Victora Cavendisha, 9. księcia Devonshire i lady Evelyn Petty-FitzMaurice, córki 5. markiza Lansdowne.

## Życiorys
W latach 1908–1938 był tytułowany markizem Hartington. Był związany z Partią Konserwatywną. W latach 1923–1938 był członkiem Izby Gmin z okręgu West Derbyshire. Po śmierci ojca w 1938 r. odziedziczył tytuł księcia Devonshire i zasiadł w Izbie Lordów. W latach 1938–1950 był kanclerzem Uniwersytetu w Leeds. W latach 1942–1945 był podsekretarzem stanu ds. Indii w rządzie koalicyjnym Winstona Churchilla. Był aktywnym masonem i wielkim mistrzem Zjednoczonej Wielkiej Loży Anglii w latach 1947–1950.

## Rodzina
21 kwietnia 1917 r. poślubił lady Mary Alice Gascoyne-Cecil (29 lipca 1895 - 24 grudnia 1988), córkę Jamesa Gascoyne-Cecila, 4. markiza Salisbury i lady Cicely Gore, córki 5. hrabiego Arran. Edward i Mary mieli razem dwóch synów i trzy córki:
- William John Robert Cavendish (10 grudnia 1917 - 10 września 1944), markiz Hartington, ożenił się z Kathleen Kennedy (siostrą Johna F. Kennedy’ego), major Coldstream Guards, zginął od kuli snajpera podczas walk w Belgii
- Andrew Robert Buxton Cavendish (2 stycznia 1920 - 3 maja 2004), 11. książę Devonshire
- Mary Cavendish (6 - 17 listopada 1922)
- Elisabeth Georgiana Alice Cavendish (ur. 24 kwietnia 1926)
- Anne Evelyn Beatrice Cavendish (ur. 6 listopada 1927), żona Michaela Tree, ma dzieci

## Śmierć
Książę miał atak serca w wieku 55 lat. Leczył go dr John Bodkin Adams, podejrzewany później o zabicie 163 pacjentów za pomocą trucizny, ale książę zmarł. Wszystkie jego tytuły odziedziczył jego młodszy syn.